# 新道町 (太田市)
新道町（しんどうちょう）は、群馬県太田市にある地名（町丁）。郵便番号は373-0037。

## 概要
宝泉地区にある町丁。

## 地理

### 新道町内の区
新道町（宝泉地区）の行政区の一覧。
| 地区     | 行政区 | 読み           | 区域       |
| -------- | ------ | -------------- | ---------- |
| 宝泉地区 | 新道町 | しんどうちょう | 新道町全域 |

### 近隣町丁
- 脇屋町
- 別所町
- 由良町
- 藤阿久町
- 新野町

## 世帯数と人口
2022年（令和4年）3月31日現在の世帯数と人口は以下の通りである。
| 町丁   | 世帯数  | 人口   |
| ------ | ------- | ------ |
| 新道町 | 941世帯 | 1983人 |

## 小・中学校の学区
市立小・中学校に通う場合、学区は以下の通りとなる。
| 番地         | 小学校               | 中学校             |
| ------------ | -------------------- | ------------------ |
| 新道町の一部 | 太田市立宝泉東小学校 | 太田市立城西中学校 |
| 新道町の一部 | 太田市立城西小学校   | 太田市立城西中学校 |

## 交通

### 鉄道
町内に鉄道は通っていない。

### 道路
- 群馬県道2号前橋館林線

## 施設
- マルハン太田新道町店
- ウエルシア太田新道町店
- クスリのアオキ新道町店